# Sono solo fatti miei
Sono solo fatti miei è un brano musicale del cantante italiano Gigi D'Alessio scritto insieme a Vincenzo D'Agostino
Il brano è il terzo singolo estratto dall'album Chiaro del cantautore napoletano.
È stato pubblicato come singolo il 20 luglio 2012 dall'etichetta discografica GGD.

## Tracce
Download digitale
1. Sono solo fatti miei - 3:57